# Apologeten

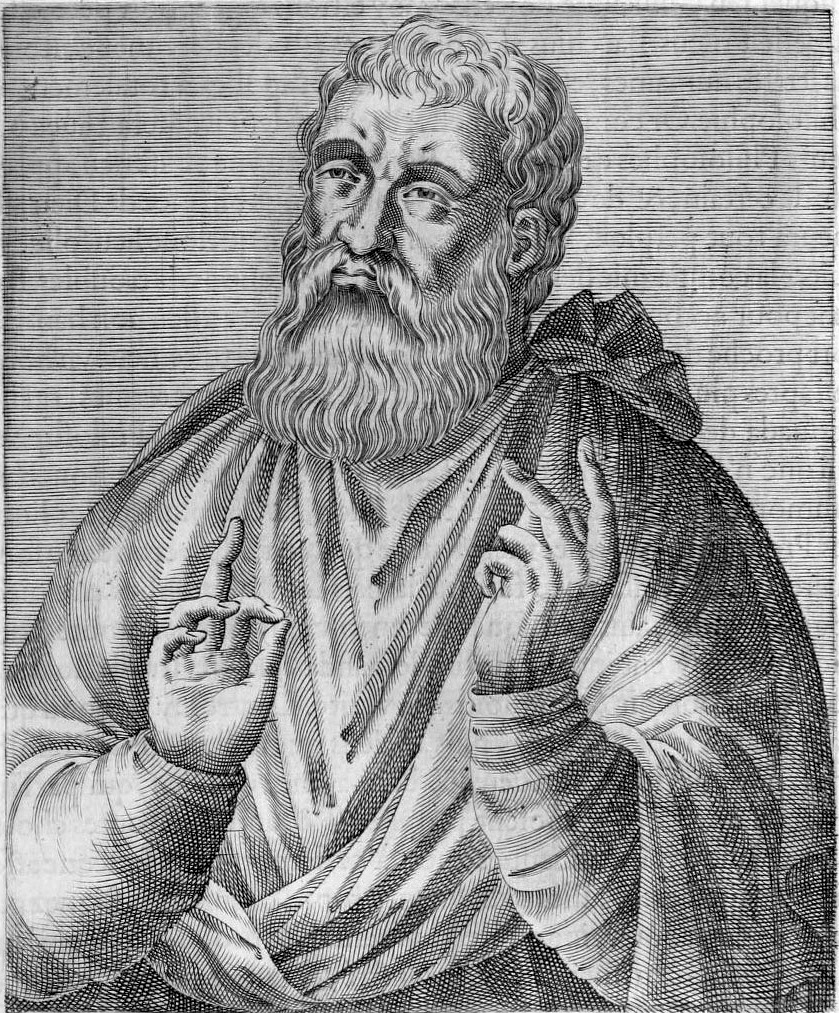
Justinus de Martelaar

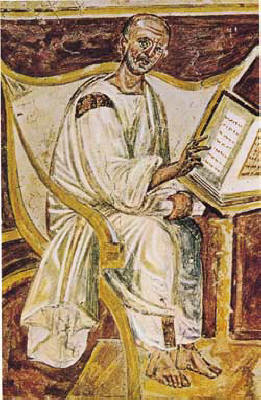
Augustinus

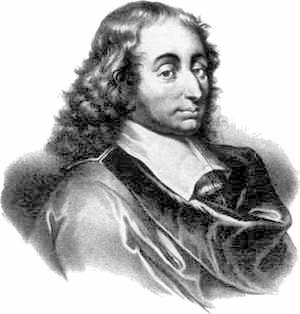
Blaise Pascal

De Apologeten waren een groep christelijke auteurs uit de tweede eeuw die het opkomende christendom hebben verdedigd tegen de aanklachten vanwege het paganisme en het jodendom. Veel later werd de term toegepast op eenieder die de christelijke leer verdedigde tegen wetenschappelijke inzichten, vooral sinds de Verlichting.

## Tweede-eeuwse apologeten
Er zijn verschillende documenten van deze apologeten bewaard gebleven. De belangrijkste apologeten waren:
- Quadratus die circa 125 leefde en werkte te Athene. Hij schreef een apologie gericht aan keizer Hadrianus. Zijn geschrift is niet bewaard gebleven.
- Aristides. Hij schreef een apologie (verdediging van het christendom) gericht aan keizer Antoninus Pius. Lang werd gedacht dat zijn apologie verloren was gegaan. In 1889 werd echter een Syrische vertaling van zijn apologie ontdekt in het Catharinaklooster op de Sinaï.
- Justinus de Martelaar. Hij leefde aan het begin van de tweede eeuw. Volgens de christelijke overlevering zou hij in 165 vanwege zijn christen-zijn in Rome onthoofd zijn. Hij schreef verschillende bewaard gebleven geschriften. In zijn eerste apologie verdedigde hij het christendom tegen allerlei beschuldigingen als atheïsme, incest, kannibalisme en domheid. Ook legde hij op positieve wijze het leven van de christenen uit. Naast zijn eerste apologie schreef hij ook nog een tweede apologie met een vergelijkbare inhoud.
- Tatianus. Hij leefde in de tweede helft van de tweede eeuw. Hij keerde zich heftig tegen de Griekse cultuur.
- Athenagoras van Athene. Hij richtte in 177 een smeekschrift aan keizer Marcus Aurelius. In zijn smeekschrift werden de bezwaren tegen de christenen uitvoerig behandeld.
- Theophilus, de bisschop van Antiochië schreef een driedelige apologie: Ad Autolycum.
- Tertullianus. Hij leefde aan het einde van de tweede eeuw en het begin van de derde eeuw. Hij was jurist. In zijn Apologeticum heeft hij het christendom op stellige wijze tegen het heidendom verdedigd. Tertullianus wordt beschouwd als de grootste en meest bekwame apologeet van de kerk in de tweede en derde eeuw. Tertullianus beheerste ook volkomen de Latijnse taal. Hij schreef fel, hartstochtelijk, sarcastisch en bewogen. Tussen 207 en 213 werd Tertullianus lid van de sekte der Montanisten.
- Aurelius Augustinus: in zijn De civitate Dei (Over de Stad Gods) verdedigde hij het christendom tegen de aanklacht dat de christenen de val van het Romeinse Rijk zouden hebben veroorzaakt.
- Een bekend anoniem apologetisch geschrift: de Brief aan Diognetus. De schrijver van dit boekje gaat in op drie belangrijke vragen: Wie de God is van de christenen? Waarom verachten christenen de wereld en kennen zij geen vrees voor de marteldood? Waardoor wordt de onderlinge liefde van de christenen gekenmerkt?

## Latere apologeten
- Blaise Pascal (1623-1662)
- Johannes Jacobus van Oosterzee (1817-1882)
- Gerard Wisse (1873-1957)
- C.S. Lewis (1898-1963)
- Alvin Plantinga (1932)
- Josh McDowell (1939)
- John Lennox (1943)
- William Lane Craig (1949)
- Stefan Paas (1969)
- Rik Peels (1983)